# Ann Capling
Ann Capling (* 1959 in Kanada) ist eine Politikwissenschaftlerin, die als Professorin an der australischen Murdoch University forscht und lehrt. 2008/09 amtierte sie als Präsidentin der Australian Political Studies Association.

## Werdegang und Wirken
Capling wurde an der University of Toronto zur Ph.D. promoviert. Bevor sie an die Murchoch University in Perth kam, hatte sie akademische Positionen an der University of Melbourne, der Australian National University, der Monash University und der kanadischen University of Calgary inne. Im Jahr 2014 wurde sie als Fellow in die Academy of the Social Sciences in Australia gewählt.
Capling ist auf die Analyse von Wirtschaftspolitik spezialisiert und hat Regierungen, Unternehmen und zivilgesellschaftliche Organisationen beraten und geschult. Im Jahr 2009 war sie Mitglied der australischen Regierungsdelegation bei der Ministertagung der Welthandelsorganisation (WTO) in Genf.

## Schriften (Auswahl)
- Mit  Brian Galligan: Beyond the protective state. The political economy of Australia's manufacturing industry policy. Cambridge University Press, Cambridge/New York 1992. ISBN 0-521-41626-4.
- Australia and the global trade system. From Havana to Seattle. Cambridge University Press, Cambridge/New York 2001, ISBN 0-521-78054-3.
- All the way with the USA. Australia, the US and free trade. UNSW, Sydney 2005, ISBN 0-86840-976-6.